# Bueves
Bueves (en italià Boves, en piemontès Beuves) és un municipi italià, a la Val Pes, dins de les Valls Occitanes, a la regió del Piemont. Limita amb els municipis del Borg Sant Dalmatz, Cuneo, Limon, Peveragno, Robilant, Rocavion i Lou Vernant. L'any 2007 tenia 9.850 habitants.